# Helen (aktorka)
Helen Richardson Khan (ur. 21 października 1939) to indyjska aktorka i tancerka, gwiazda lat 60. i 70., aktualnie grywa w bollywoodzkich filmach role matek i ciotek. Jej drugim mężem jest znany scenarzysta indyjski Salim Khan, ojciec Salman Khana, którego matkę Helen zagrała w 1999 roku w Hum Dil De Chuke Sanam. W 1998 roku nagrodzona Nagrodą Filmfare za Całokształt Twórczości.
W 2009 została odznaczona Orderem Padma Shri.

## Filmografia (wybór)
- Awaara (1951) – tancerka
- Howrah Bridge (1957)
- Hum Hindustani (1960)
- China Town (1962)
- Aaya Toofan (1964)
- Cha Cha Cha (1964)
- Woh Kaun Thi (1964)
- Gumnaam (1965)
- Teesri Manzil (1966)
- Jaal (1967)
- Pagla Kahin Ka (1970)
- The Train (1970)
- Bombay Talkie (1970)
- Caravan (1971) – Monica
- Mere Jeevan Saathi (1972)
- Anamika (1973)
- Madhosh (1974)
- Sholay (1975) – cygańska tancerka
- Bairaag (1976)
- Imaan Dharam (1977)
- Khoon Pasina (1977)
- Amar Akbar Anthony (1977)
- Don (1978)
- Lahu Ke Do Rang (1979) – Nagroda Filmfare dla Najlepszej Aktorki Drugoplanowej
- The Great Gambler (1979)
- Ram Balram (1980)
- Akayla (1991)
- Khamoshi: The Musical (1996)
- Hum Dil De Chuke Sanam (1999) – pani Rafilini, matka Sameera
- Mohabbatein (2000) – panna Monica (gościnny występ)
- Shararat (2002) – Anuradha Mathur
- Dil Ne Jise Apna Kahaa (2004)
- Anjaane: The Unknown (2006)
- Humko Deewana Kar Gaye (2006)
- Marigold (2007)